# Eueres (Sohn des Pterelaos)
Eueres (altgriechisch Εὐήρης Euḗrēs) ist eine Gestalt der griechischen Mythologie.
Eueres war ein Sohn des Pterelaos, des Königs der Taphier. Er und seine fünf Brüder begaben sich mit vielen Taphiern nach Mykene und verlangten als Nachkommen von Mestor, ihrem Großvater mütterlicherseits, die Herrschaft über dieses Land. Weil der mykenische König Elektryon ihren Anspruch abwies, raubten sie seine Rinderherden. Elektryons Söhne griffen daraufhin die Söhne des Pterelaos an, wobei sich die Kämpfenden gegenseitig umbrachten. Von den Pterelaiden überlebte einzig Eueres, weil er währenddessen die Schiffe bewacht hatte.